# Ilex guayusa
Ilex guayusa – gatunek drzewa z rodziny ostrokrzewowatych, rosnący w lasach równikowych Amazonii. Jeden z trzech znanych gatunków ostrokrzewu zawierających kofeinę. Liście guayusa po wysuszeniu są zaparzane jak herbata – sporządzony z nich napar ma działanie stymulujące.

## Morfologia
Wiecznie zielone, dwupienne drzewo osiągające 6-30 metrów wysokości. Liście ma jajowate, eliptyczne, podłużne lub lancetowate; 7–22 cm długości, 2,5–7 cm szerokości, o brzegach gładkich, lub ząbkowanych. Kwiaty są małe i białe, zebrane w baldachy. Owoce są kuliste i czerwone, 6–7 mm średnicy.

## Rozmieszczenie i siedliska
I. guayusa pochodzi z obszarów górnej Amazonii położonych na terenie Ekwadoru, Peru i Południowej Kolumbii, między 200–2000 m n.p.m. Znaleziono go jednak również w Boliwii, w 1939 roku. Jest częścią szaty roślinnej wiecznie zielonych liściastych lasów pogórza Andów, zwłaszcza tych zdominowanych przez palmy z rodzaju Dictyocaryum. Gatunek ten rzadko występuje w stanie dzikim i znany jest prawie wyłącznie jako roślina uprawna (zwłaszcza w ekwadorskich prowincjach Napo i Pastaza).

## Ekologia

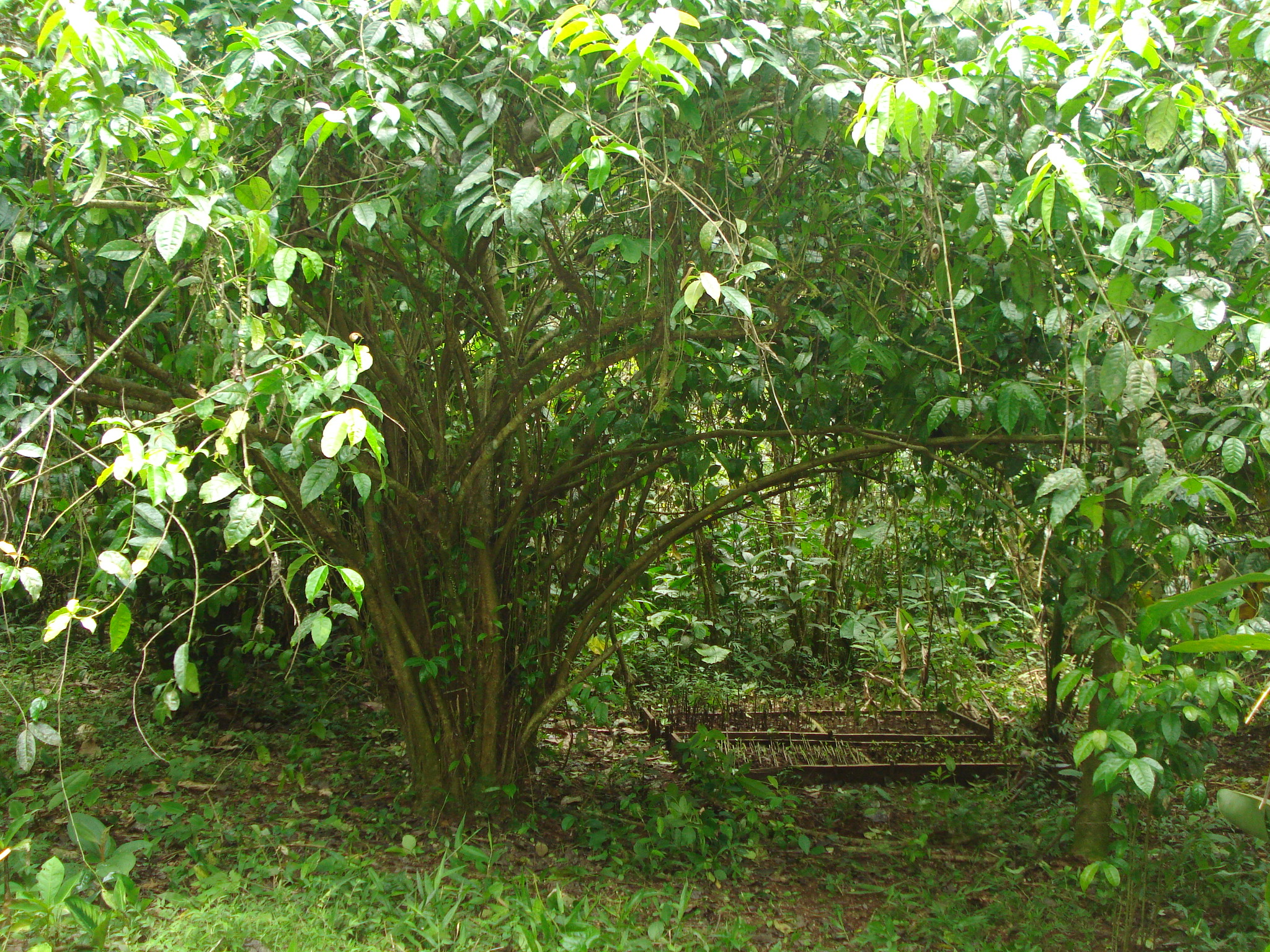
Uprawa krzewów Ilex guayusa

Gatunek ten występuje dziko i jest uprawiany na piaszczysto-gliniastych glebach o pH 4,34–5,01, o niskiej pojemności kationowej i wysokiej zawartości metali. Preferuje lasy nizinne i neotropikalną dżunglę pogórza, gdzie warunki gleby, opady i wilgotność są najbardziej odpowiednie dla jego rozwoju. I. guayusa przede wszystkim rozmnaża się wegetatywnie przez odrosty. W początkowych etapach wzrostu Ilex guayusa rośnie jak krzew i, dopiero gdy otrzyma większą ilość światła, wyrasta w drzewo.

## Historia
Najwcześniejsze świadectwo ludzkiego wykorzystania gatunku to 1500-letni pęczek liści guayusa znaleziony w grobie w boliwijskich Andach, daleko poza granicami naturalnego zasięgu tej rośliny.
Ojciec Juan Lorenzo Lucero pisał w 1683 roku o powszechnym zwyczaju spożywania suszonych liści guayusa przez Indian Jivaro w formie naparu.
W XVIII wieku, kilku innych misjonarzy w Kolumbii, Ekwadorze i Peru donosiło o wykorzystaniu roślin, a niektórzy z nich również o spożywaniu naparu, ze względu na lecznicze i pobudzające właściwości rośliny.
Jezuici wiedzieli o leczniczym zastosowaniu guayusa i podobnie, jak w przypadku yerba mate, prowadzili hodowle i handlowali nią aktywnie.

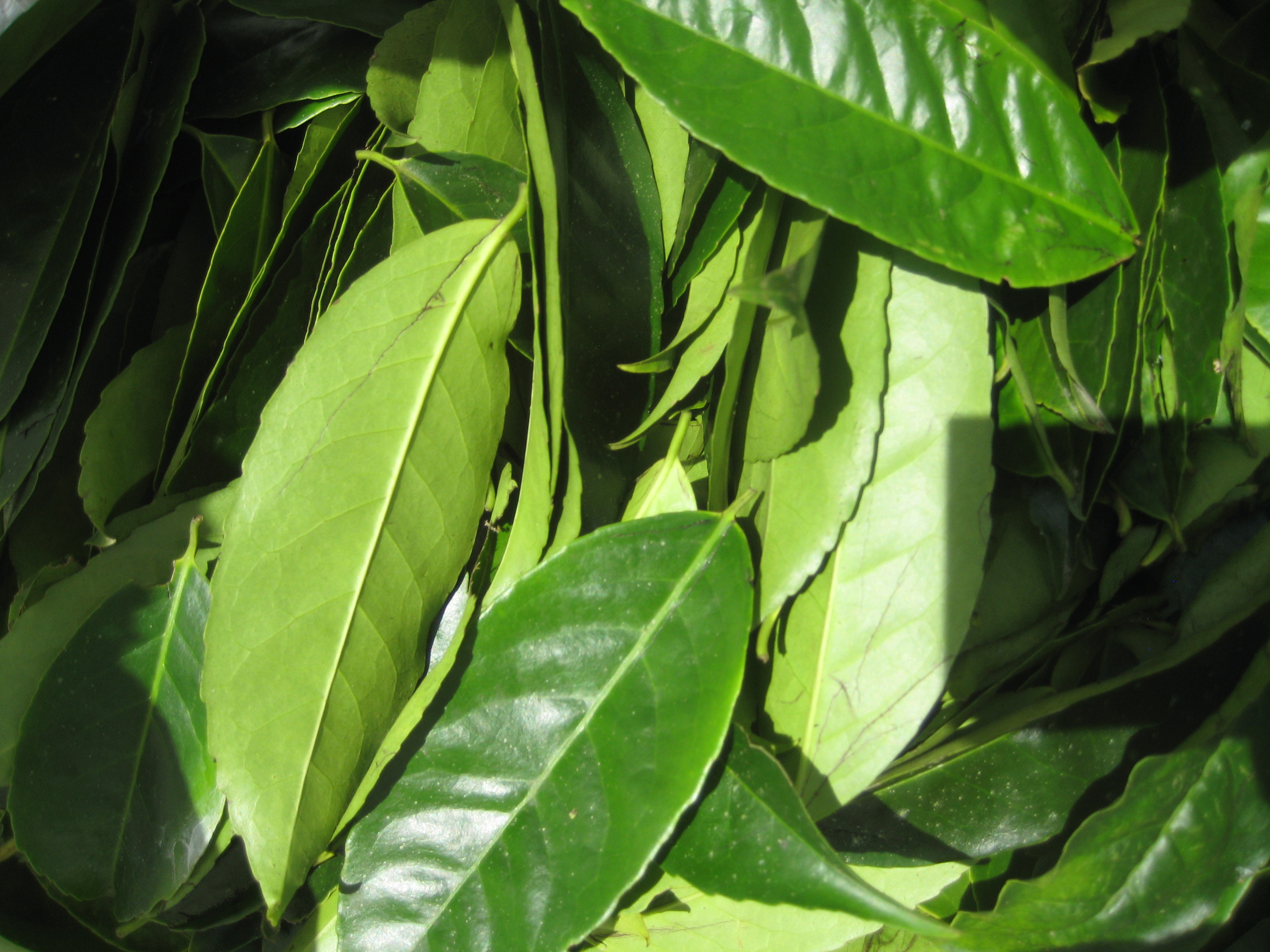
Liście ostrokrzewu guayusa

## Zastosowanie
Liście Ilex guayusa tradycyjnie żuje się albo wykorzystuje do przyrządzania naparu, zwłaszcza w Ekwadorze, Peru i Kolumbii. Po zbiorze liście się suszy, co pozwala na uzyskanie właściwego smaku. 
Indianie Jiwaro w Ekwadorze i Peru przygotowują napój z liści i spożywają go w dużych ilościach podczas ceremonii przedświtu, podczas której wywołuje się wymioty w celu wypłukania z układu pokarmowego nadmiaru napoju. Rytualne użycie przez Keczua polega na piciu naparu guayusa w celu zwiększenia zdolności koncentracji i sprawności fizycznej przed polowaniem, a także w celu ceremonialnego wywoływania świadomych snów pomagających przepowiedzieć przyszłość.
Guayusa jest również spożywana w czasie świąt i lokalnych festiwali jako forma integracji międzyludzkiej, zwłaszcza przez plemię Keczua w Ekwadorze. 

## Skład chemiczny

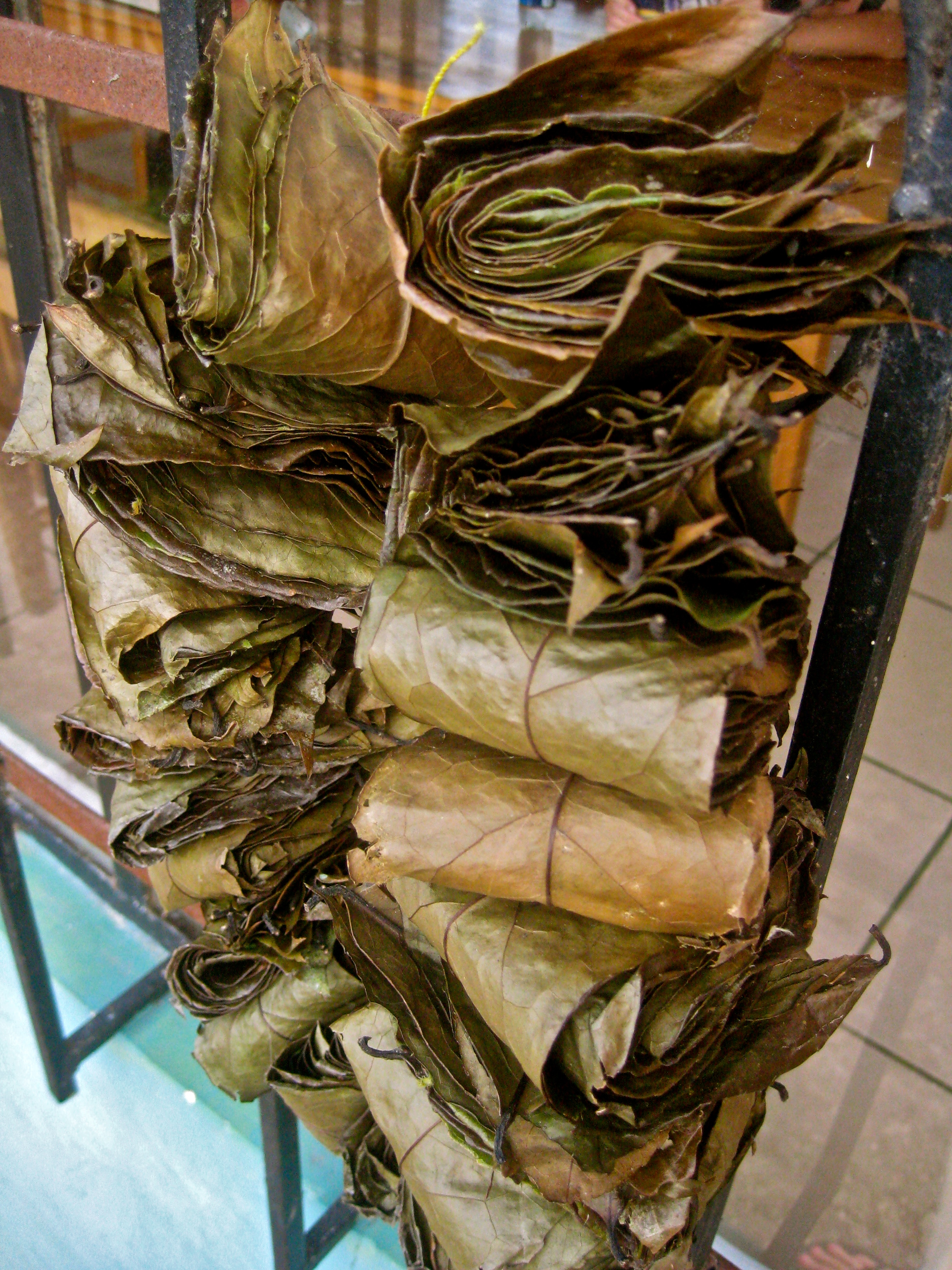
Suszone liście Ilex guayusa.

Liście guayusy zawierają kofeinę (1,73–3,48 %), teobrominę i inne dimetyloksantyny (między innymi paraksantynę i teofilinę). Zawierają również między innymi L-teaninę, kwas galusowy, guanidynę, kwas izomasłowy, kwas nikotynowy, kwas askorbinowy, ryboflawinę, cholinę, pirydoksynę, triterpeny, kwas chlorogenowy i cukry.